# استیون استانلی
استیون استانلی (انگلیسی: Stephen Stonley; سپتامبر ۱۸۸۹ - سپتامبر ۱۹۶۷) بازیکن فوتبال اهل بریتانیا بود.
از باشگاه‌هایی که در آن بازی کرده‌است می‌توان به باشگاه فوتبال نورث‌همپتون تاون، باشگاه فوتبال برنتفورد، و باشگاه فوتبال آرسنال اشاره کرد.